# Tom Neale
Tom Neale (6. november 1902 – 27. november 1977) var en newzealænder, som tilbragte meget af sit liv på Cook-øerne, og som især er kendt for at have levet i tre perioder på i alt 16 år som eneboer på øen Suwarrow.

## Første livsafsnit
Neale fødtes i Wellington, New Zealand, men familien flyttede til Greymouth, mens han var spæd og derpå til Timaru, da han var syv år. Hans forældre var Frank Federick Neale og Emma Sarah Neale (født Chapman). Han besluttede sig for at gå ind i New Zealands flåde som 18-årig, men da han var for gammel til at komme i lære som sømand, blev han påmønstret som maskinmesterlærling i stedet. I de næste fire år sejlede han mellem øerne i Stillehavet på flådens skibe, indtil han købte sig fri for at få mulighed for selv at se øerne. De næste seks år tilbragte han derpå med at "hoppe" fra ø til ø, idet han tog kortvarige ansættelser på handelsskibe eller i bananplantager.
Efter at have tilbragt nogle få måneder i Timaru i 1928 vendte Neale tilbage til Stillehavet og slog sig ned i Moorea på Tahiti til 1943, hvor han levede et stilfærdigt liv med varierende beskæftigelser. Han blev derpå tilbudt et job som vikarierende butikschef på Cook-øerne, hvilket indebar at passe små butikker på de forskellige øer under ejernes ferie, men også at være rådgiver for de lokale samfund. Han mødte forfatteren Robert Dean Frisbie i Rarotonga og blev henrykt over hans fortællinger om atollen Suwarrow, hvor Frisbie havde boet i kortere tid. I 1945 fik Neale mulighed for et kort besøg på Suwarrow, da et skib skulle bringe forsyninger til de kystvagter, som boede der under 2. verdenskrig. Det fik ham til at beslutte sig for, at han ville bo der.

## Første ophold på Suwarrow
Det var først i 1952 han fik chancen for at få skibslejlighed på et skib, som passerede tæt forbi Suwarrow, der var ubeboet efter krigens afslutning. Skibet landsatte ham med to katte og alle de forsyninger, han kunne skrabe til sig på den lille østrimmel Anchorage, en god kilometer lang og få hundrede meter bred. Til sin rådighed havde Neale en hytte med vandtanke, nogle bøger og en slemt skadet båd, som kystvagterne havde efterladt. De havde desuden efterladt nogle vilde grise og høns på atollen. Grisene var et problem, fordi de ødelagde al vegetation og umuliggjorde anlæggelse af en have. Neale byggede en jagtplatform i et træ og kunne i løbet af adskillige måneder udrydde grisene med spyd. Han plantede en have, indfangede hønsene og reparerede båden. Hans føde bestod mest af fisk, krebs, høns, æg, pawpaw, kokosnødder og brødfrugter.
Ti måneder efter sin ankomst til Suwarrow fik Neale sine første gæster. Det var to par på en yacht, som var blevet gjort opmærksom på Neales' eksistens af den britiske konsul på Tahiti, der havde bedt dem tage forbi og tjekke hans tilstand. De blev et par nætter, men gav også Neale en ny plan: at genopbygge den mole, som under verdenskrigen var opført på Anchorage, men som var blevet ødelagt under en tyfon i 1942. Det tog ham seks måneders hårdt arbejde, og han fejrede afslutningen af det med at tage en fridag. Inden der var gået 24 timer, begyndte hans barometer at falde, en kraftig storm ramte den lille ø, og den følgende morgen var molen væk.
I maj 1954, over tre måneder efter stormen, befandt Neale sig i sin båd på atollens modsatte side, da han ved uforsigtighed beskadigede sin ryg, mens han smed ankeret ud. Stærkt forpint af smerter lykkedes det ham at nå tilbage til sin hytte, hvor han lå halvt bevidstløs i fire dage. Tilfældigvis kom et par i en yacht forbi uden at kende til hans eksistens, og de var i stand til at pleje ham, så han nogenlunde kunne klare sig. Da de forlod ham, lovede de at at få et skib sendt for at hente ham, og to uger senere ankom det, udsendt af regeringen på Cook-øerne, og tog ham med tilbage til Rarotonga.

## Andet ophold
Neale ønskede at vende tilbage til Suwarrow, så snart hans ryg var fuldt helbredt, men regeringen ville ikke påtage sig ansvaret for ham. Han giftede sig nu med Sarah Haua (født ca. 1924) og fik to børn, Arthur (født ca. 1956) og Stella (født ca. 1957).
Først i 1960 kunne han vende tilbage til atollen, denne gang med flere forsyninger, belært af sine erfaringer fra første ophold om, hvad der var nødvendigt. Denne gang blev han der i treogethalvt år, før han frivilligt forlod stedet. Under opholdet gæstedes han af en helikopter fra et forbipasserende amerikansk krigsskib, men den kunne kun blive i en halv time, før skibet ellers ville være uden for rækkevidde.
Noel Barber, en britisk forfatter, erfarede om Neales' liv på øen gennem en rapport fra den amerikanske flåde og aflagde ham et besøg. Fjorten måneder senere fik han igen besøg af en ven fra Rarotonga, der havde hørt rygter om, at han var død. Mange måneder senere besøgte en anden yacht ham med et ægtepar og deres datter. En byge ramte lagunen samme aften, yachtens ankerkabel brast, og skibet blev slået til vrag på et rev. De skibbrudne var hans gæster i et par måneder, til det lykkedes dem at blive reddet ved at signalere til et forbipasserende skib ved hjælp af et spejl.
Efter dette besluttede Neale at vende tilbage til Rarotonga. Noget af baggrunden for beslutningen var, at en gruppe perlefiskere var kommet til Suwarrow. Hans fandt det stadig sværere at affinde sig med deres tilstedeværelse og forlod øen for anden gang i december 1963.
Hans autobiografi, An Island to Oneself (En ø for en selv), blev skrevet med hjælp fra Noel Barber, som også skrev en introduktion til den, og den dækker Toms liv frem til hans anden afrejse fra Suwarrow.

## Tredie ophold
Neale vendte igen tilbage til atollen i 1967 og boede der til 1977, hvor en besøgende yacht fandt ham, syg af mavekræft, og tog ham med til Rarotonga. Her blev han behandlet af Milan Brych, men døde otte måneder senere. Han er begravet på flådekirkegården i Rarotonga.